# الثجلة (حورة)

تعديل مصدري - تعديل

الثجلة هي إحدى قرى عزلة حوره بمديرية حورة التابعة لمحافظة حضرموت، بلغ تعداد سكانها 85 نسمة حسب تعداد اليمن لعام 2004.